# Баракович, Юрий
Юрий (Юрай) Баракович (хорв. Juraj Baraković; 1548, с. Племици близ Задара, Венецианская республика — 1 августа 1628, Рим)— хорватский поэт эпохи Ренессанса. Священник, каноник в Загребе и известный в своё время проповедник.

## Биография
Благородного происхождения. Начальное образование получил в Задаре. Позже продолжил учёбу в Венеции и других городах Италии. Получил теологическое образование, был хорошо ознакомлен с произведениями классических писателей итальянской литературы эпохи Возрождения, а также хорватских писателей того времени.
В молодости решил стать священником. В 1564 стал клириком, каноником в Загребе, в 1586 до 1598 служил пастором в Новиграде. Вероятно, в это время принимал участие в борьбе с Османской империей.
В 1602 по неизвестным причинам был лишён духовного сана и сослан в Шибеник. За свою жизнь совершил три паломничества в Рим, где и умер в 1628 году.
Ю. Баракович похоронен в римском соборе св. Иеронима, где ему поставлен памятник с латинскою надписью.

## Творчество
Первое стихотворение поэта было напечатано в 1582 году. Стал известен, благодаря своим переводам Нового и Ветхого Завета, опубликовав сборник «Ярула» (1618). Около 1618 он написал «Ljuba v G.N. id est Deliciae amicorum, varia specie carminis», изданное в Венеции 1698 г. Это сочинение тождественно с другим, известным под названием «Vila Slovinska»; последнее представляет собой эпическую поэму в 13 песнях, замечательную по своему плану, слогу и строю стиха, в котором поэт воспевает прошлое и настоящее города Задар; автор, между прочим, вставил в свою поэму любопытную народную песню «Majka Margarita». По характеру образности поэма близка к аллегорической средневековой поэзии Вергилия, Данте, Зоранича.
«Vila» издана в Венеции около 1682 г. Кроме того, Бараковичу принадлежат еще эпическое произведение «Giarulla urescena cvitjem od scest vikov svita», изданное в Венеции в 1618 и 1702 гг., и комедия «Draga Kabska Pastierica» .
Поэзия Бараковича во многом свидетельствует о нём, как стороннике славянской идеи. Так, в одном из своих стихов, он пишет, что славянская речь слышна повсюду, и на Востоке и на Западе.